# Новоспасовка (Воронежская область)
Новоспа́совка — село в Грибановском районе Воронежской области.
Входит в состав Новогольеланского сельского поселения.

## Население
| 2010 |
| ---- |
| 47   |

## Улицы
В селе имеются две улицы: Садовая и Советская.